# Sphaerocephalus turgidus
Sphaerocephalus turgidus là một loài rêu trong họ Aulacomniaceae. Loài này được Wahlenb. Lindb. mô tả khoa học đầu tiên năm 1879.